# Cavariella bunii
Cavariella bunii är en insektsart. Cavariella bunii ingår i släktet Cavariella och familjen långrörsbladlöss. Inga underarter finns listade i Catalogue of Life.